# Криве ливаде
Криве ливаде су градско насеље Ниша. Налазе се у градској општини Медијана.
Облик насеља је неправилни петоугао а ограничавају га; Улица Војводе Мишића, река Нишава, Булевар Немањића, Габровачка река, Византијски Булевар.
У насељу се налазе:Градска општина Медијана (управа), Парк Светог Саве,Храм Светог цара Константина и царице Јелене у Нишу , управа ЈКП Градска топлана Ниш, некада управа предузећа Ниш експрес сада "Лидл" Ниш и "Делта планет" Ниш .

## Назив
Назив су добиле по утринама које су биле укриво парцелисане.

## Администрација
У насељу се налази седиште градске општине Медијана.
- Део насеља на обали Габровачке реке
- Парк Светог Саве и црква
- ОШ „Свети Сава” Ниш
- Управна зграда "Нишекспрес" се налазила до 2020. године